# Metin Cerchez
Metin Cerchez (n. 30 iulie 1962) este un fost deputat român în legislatura 2000-2004, ales în județul Constanța pe listele partidului minorității turce. Activ ulterior și ca reporter al televiziunii de scandal OTV, în 2009 a realizat o serie de reportaje despre „strigoiul din Medgidia”, în care a fost deshumat cadavrul unei femei și familia i-a înfipt un țăruș în inimă, crezând că aceasta s-a transformat în strigoi. În acest caz, Cerchez a fost acuzat de instigare la profanare de morminte și a fost condamnat în justiție la închisoare cu suspendare. Pe data de 10.06.2015, după mai mult de 7 ani, Metin Cerchez deputat în Comisia de Siguranță Națională, fost șef al Comisiei Anticorupție din cadrul Ministerului Justiției, a fost achitat într-un dosar de profanare de morminte. Metin Cerchez a fost membru în grupurile parlamentare de prietenie cu Republica Turcia, Marele Ducat de Luxemburg și Statul Kuwait. 